# Chinesischer Igel
Der Chinesische Igel oder Amurigel (Erinaceus amurensis) ist eine Säugetierart aus der Familie der Igel (Erinaceidae). Gemeinsam mit drei in Europa lebenden Arten, dem Braunbrust- und dem Nördlichen sowie dem Südlichen Weißbrustigel bildet er die Gattung der Kleinohrigel (Erinaceus).

## Merkmale
Diese Art ähnelt vom Aussehen den in Europa lebenden Igelarten, ist allerdings etwas runder gebaut. Auch ist das Fell an der Unterseite heller. Die Oberseite des Kopfes und der Rücken sind mit Stacheln bedeckt, im Falle eines Angriffs kann er sich zu einer Stachelkugel zusammenrollen. Er erreicht eine Kopfrumpflänge von rund 28 Zentimetern und ein Gewicht von 1000 Gramm.
Der Chinesische Igel hat ein diploides Genom von 2n = 48 Chromosomen. Dabei besitzt er 13 Paare metazentrischer, 6 Paare submetazentrischer, 3 Paare subtelozentrischer und 1 Paar telozentrischer Chromosomen sowie die beiden Geschlechtschromosomen XY.

## Verbreitung

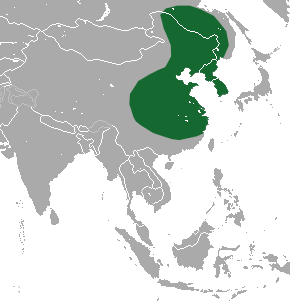
Verbreitungsgebiet des Chinesischen Igels

Chinesische Igel sind im östlichen Asien beheimatet, ihr Verbreitungsgebiet umfasst die Volksrepublik China (vom Jangtsekiang nördlich bis in die Mandschurei) sowie Sichuan, Russland im Mündungsbereich des Amur sowie die Koreanische Halbinsel.

## Lebensweise
Chinesische Igel leben in verschiedenen Lebensräumen wie Wäldern mit gemischtem Baumbestand und Grasland, vermeiden jedoch Hochlandgebiete, Sumpfland und Agrarflächen. Sie sind nachtaktiv und verbringen den Tag in einem Nest aus Laub oder Gras. Ihre Nahrung besteht vorwiegend aus Insekten und Regenwürmern, seltener kleine Wirbeltiere und Früchte. Außerhalb der Paarungszeit leben sie einzelgängerisch.

## Systematik
Der Chinesische Igel wurde 1859 erstmals von Leopold von Schrenck auf der Basis eines Individuums aus dem Amurgebiet nahe der Stadt Aigun wissenschaftlich beschrieben. Nach Wilson & Reeder 2005 wird er als eigenständige Art in die Gattung der Kleinohrigel (Erinaceus) eingeordnet, die aus vier Arten besteht; bis zum Ende des 20. Jahrhunderts galt er allerdings als Unterart des Braunbrustigels (Erinaceus europaeus).

## Bedrohung und Schutz
Die Art wird von der International Union for Conservation of Nature and Natural Resources (IUCN) aufgrund der Bestandsgröße als nicht gefährdet (least concern) eingestuft. Bedrohungen der Bestände sind nicht bekannt.